# Ølfloden i London
Ølfloden i London fandt sted den 17. oktober 1814 i St. Giles sogn i London, England. Ulykken skete ved bryggeriet Meux og Co. på Tottenham Court Road, da et enormt opbevaringsfad indeholdende over 610.000 liter porter brast, hvilket fik andre opbevaringsfade i den samme bygning til at bukke under i en dominoeffekt. Som et resultat spildtes mere end 1.470.000 liter øl og fossede ud på gaderne. Bølgen af øl ødelagde to huse, smuldrede væggen på pubben Tavistock Arms og dræbte ungarbejderen Eleanor Cooper under murbrokkerne. I løbet af få minutter blev nabogaderne George Street og New Street oversvømmet, hvilket sårede en mor alvorligt og dræbte en datter og en ung nabo, der sad og drak te. Øllet bølgede også gennem et rum med mennesker, der var samlet til en begravelse og dræbte fem af dem.

## Historie
Bryggeriet lå blandt de fattige huse og lejligheder i slummen i St. Giles, hvor hele familier boede i kælderværelser, der hurtigt svømmede over med øl. Ifølge en artikel i The Times to dage efter ulykken, druknede mindst otte mennesker i oversvømmelsen eller døde af kvæstelser, og adskillige personer blev meldt savnet.
Bryggeriet blev til sidst stillet for en domstol for deres rolle i ulykken, men katastrofen blev af dommeren og juryen bestemt til at være force majeure, hvilket ikke gjorde nogen ansvarlig. Der var spekulationer om korruption i forbindelse med retsafgørelsen, men der kom ikke nogen officiel udtalelse. Virksomheden havde svært ved at klare de økonomiske følger af katastrofen, eftersom et betydeligt salgstab forværredes, fordi de allerede havde betalt afgift på øllet. De indgav en vellykket ansøgning til Parlamentet om tilbagebetaling af afgiften, der gjorde det muligt for dem at fortsætte virksomheden.
Bryggeriet blev revet ned i 1922, og Dominion Theatre kom senere til at ligge samme sted. I 2012 begyndte en lokal pub, Holborn Whippet, at markere begivenheden med en porter brygget til anledningen.[kilde mangler]

## Dødsfald
| Navn             | Alder |
| ---------------- | ----- |
| Hannah Bamfield  | 4     |
| Sarah Bates      | 3     |
| Catherine Butler | 63    |
| Eleanor Cooper   | 15–16 |
| Mary Mulvey      | 30    |
| Thomas Mulvey    | 3     |
| Ann Saville      | 53    |
| Elizabeth Smith  | 27    |